# Agatha All Along
Agatha All Along är en amerikansk TV-serie från 2024, skapad av Jac Schaeffer. Serien är baserad på Marvel Comics karaktär Agatha Harkness. Serien är en del av Marvel Cinematic Universe (MCU), producerad av Marvel Studios, och är en spinoff av serien WandaVision från 2021.
Serien består av nio avsnitt, där de två första avsnitten hade premiär den 18 september 2024 på streamingtjänsten Disney+.

## Rollista (i urval)
- Kathryn Hahn – Agatha Harkness
- Aubrey Plaza – Rio Vidal
- Joe Locke – Billy Kaplan
- Patti LuPone – Lilia Calderu
- Sasheer Zamata – Jennifer Kale
- Debra Jo Rupp – Sharon Davis
- Ali Ahn – Alice